# Красный пекорино
Красный Пекорино — красный сицилийский сыр, его в Сицилии еще называют пикурину руссу — это сыр из овечьего молока, пасты филаты, произведенных в Сицилии.
Производство традиционной сицилийской кухни, как таковой было официально признано и включено в список продуктов питания традиционной итальянской кухни (A.P.T), Министерства сельского Хозяйства, Продовольствия и Лесного хозяйства.
В Италии другие сыры называются так же как в Тоскане, так и на Сардинии. В отличие от красного сицилийского пекорино, который носит название приправы. Он изготавливается из томатного соуса, простого овечьего молока, к которому добавляется шафран или перец чили во время производства.

## Особенности
Название происходит от уникальной черты красного пекорино, его нужно натирать с приправой и оливковым маслом, с томатным соусом, который придает ему типичный красный цвет. Обработка сыра производится вручную, начиная с самой формы, когда сыру еще около двух месяцев, когда он нежный и свежий. Смешивая оливковое масло и томатный соус, покрывая которым создает защитный слой сыра, и в таком состоянии с покрытой коркой сыр дозревает. Этот процесс подразумевает минимальный первичный процесс созревания данного вида сыра.